# موش جنگلی لوزون بینی‌دراز
موش جنگلی لوزون بینی‌دراز (نام علمی: Apomys sacobianus) نام یک گونه از سرده موش‌های جنگلی فیلیپین است.